# RTON Toporzyk
RTON Toporzyk (Radiowo-Telewizyjny Ośrodek Nadawczy Toporzyk) – wieża telekomunikacyjna o wysokości 75 m n.p.t. Znajduje się w Toporzyku.

## Parametry
- Wysokość posadowienia podpory anteny: 205 m n.p.m.
- Wysokość zawieszenia systemów antenowych: Radio: 47, 69, TV: 56, 60 m n.p.t.

## Transmitowane programy

### Programy telewizyjne
Programy telewizji analogowej zostały wyłączone 20 maja 2013 r.
| LP | Program                 | Właściciel                  | Częstotliwość | Kanał | Moc nadajnika | Polaryzacja |
| -- | ----------------------- | --------------------------- | ------------- | ----- | ------------- | ----------- |
| 1  | Polsat                  | Telewizja Polsat Sp. z o.o. | 767,25 MHz    | 58    | 20 kW         | pozioma     |
| 2  | TVP Info / TVP Szczecin | Telewizja Polska S.A.       | 583,25 MHz    | 35    | 40 kW         | pozioma     |

### Programy radiowe
| LP | Program               | Właściciel                                                               | Częstotliwość | Moc nadajnika | Polaryzacja |
| -- | --------------------- | ------------------------------------------------------------------------ | ------------- | ------------- | ----------- |
| 1  | Radio Koszalin (K)    | Polskie Radio - Regionalna Rozgłośnia w Koszalinie "Radio Koszalin" S.A. | 89,70 MHz     | 100 W         | pionowa     |
| 1  | RMF FM                | Radio Muzyka Fakty Sp. z o.o.                                            | 91,30 MHz     | 10 kW         | pionowa     |
| 2  | Polskie Radio 24      | Polskie Radio S.A.                                                       | 100,60 MHz    | 2 kW          | pionowa     |
| 3  | Radio Maryja          | Prowincja Warszawska Zgromadzenia O.O. Redemptorystów                    | 104,70 MHz    | 10 kW         | pionowa     |
| 4  | Radio Eska Szczecinek | Radio ESKA S.A.                                                          | 106,50 MHz    | 3 kW          | pionowa     |